# Mekargalih (Jatiluhur)
Mekargalih is een bestuurslaag in het regentschap Purwakarta van de provincie West-Java, Indonesië. Mekargalih telt 8480 inwoners (volkstelling 2010).